# Поляриметър
Поляриметър (също полярископ – за визуално наблюдение и анализ) е оптичен инструмент за измерване на ъгъла на въртене на равнината на поляризация, предизвикано от оптически активни прозрачни среди, разтвори и течности. В по-широк смисъл това е инструмент, измерващ поляризационните параметри на частично поляризирано излъчване (например параметрите на вектора на Стокс, степента на поляризация, параметрите на поляризационния елипсоид на частично поляризирано излъчване и т.н.).
Поляриметрията е аналитичен метод в химията, тъй като въртенето на равнината на поляризация е пряко свързано с химичния състав. 